# Quận Collingsworth, Texas
Quận Collingsworth (tiếng Anh: Collingsworth County) là một quận trong tiểu bang Texas, Hoa Kỳ. Đây là một quận khô. Quận lỵ đóng ở thành phố Wellington6. Quận được đặt tên theo James Collinsworth.